# Oophaga
Oophaga ist eine Gattung der Baumsteigerfrösche (Dendrobatidae). Sie besteht aktuell aus neun relativ kleinen Arten, die im südlichen Mittelamerika und nördlichen Südamerika anzutreffen sind. Die bekannteste Art dieser Gattung ist das Erdbeerfröschchen (Oophaga pumilio), das zugleich Typusart der Gattung ist.

## Merkmale
Die Arten der Gattung Oophaga sind kleine bis mittelgroße Baumsteigerfrösche. Alle Arten sind auffällig bunt gefärbt.
Die Gattung selbst wurde vor allem auf der Basis molekularbiologischer Merkmale sowie morphologischer Gemeinsamkeiten der Larven und der bei ihnen ausgeprägten Eiverfütterung (Oophagie) beschrieben. Zu diesen Merkmalen gehört das vergrößerte, an die Oophagie angepasste Mundfeld mit dem stark ausgeprägten Hornschnabel und den vergrößerten Marginalpapillen. Molekularbiologisch bilden die Arten eine deutlich von anderen Gattungen abgesetzte Klade.

## Verbreitung
Die Vertreter der Gattung Oophaga finden sich nur in Mittelamerika sowie im nordwestlichen Südamerika westlich der Anden, also im Westen Kolumbiens und Nordwesten Ecuadors. Damit deckt sich ihr Verbreitungsgebiet mit dem der Blattsteiger (Phyllobates), wobei beide Gattungen eine Verbreitungslücke im östlichen Panama aufweisen. Beide Gattungen entstanden wahrscheinlich vor etwa 10 Millionen Jahren nach der Auffaltung der Anden und wanderten vor 3,5 Millionen Jahren in das neu entstandene Mittelamerika ein.
Der Granulierte Baumsteiger (Oophaga granulifera), die ursprünglichste Art der Oophaga, gehörte ebenso wie Phyllobates vittatus zu den sehr früh eingewanderten Arten und wurde in ihrem Verbreitungsgebiet auf der Halbinsel Osa (Costa Rica) durch Trockenwaldgebiete und die Hochgebirgskette isoliert. Eine spätere Einwanderung nach Mittelamerika erfolgte entlang der karibischen Küste, aus der unter anderen das Erdbeerfröschchen (Oophaga pumilio) sowie Oophaga arborea hervorgingen.

## Lebensweise
Alle Arten sind tagsüber in der Laubschicht ihrer Waldhabitate aktiv und ernähren sich von kleinen Insekten wie Ameisen oder Termiten.
Die Kaulquappe werden nach dem Schlüpfen einzeln auf kleine Wasseransammlungen in Pflanzen (Phytotelmata) verteilt, um vor Feinden geschützt zu sein. In den Wochen, die sie zum Heranwachsen benötigen besteht die einzige Nahrung der oophagen Kaulquappen z. B. bei Erdbeerfröschchen (Oophaga pumilio) aus unbefruchteten Eiern, welche das Weibchen eigens für sie legt.
Die Oophagie ist namensgebend für die Gattung und begründet neben den bereits genannten Merkmalen der Kaulquappen und den molekularbiologischen Merkmalen die Monophylie der Gruppe.
Ebenfalls gemeinsam ist den Arten der typische zirpende Ruf.

## Systematik
Oophaga wurde als eigenständige Gattung bereits 1994 durch Lucas Bauer aus der Gattung der Baumsteiger (Dendrobates) ausgegliedert. Wissenschaftlich wurde diese Trennung erst mit der Revision der gesamten Familie durch Grant et al. 2006 hinreichend begründet und anerkannt. Damit folgten Grant et al. den Autoren Silverstone 1975 sowie Myers, Dany und Martinez 1984, die die heute in die Gattung aufgenommenen Arten bereits als eigenständige Artengruppen innerhalb der Gattung Dendrobates beschrieben hatten.
Die Typusart der Gattung ist Oophaga pumilio. Alle Arten gehörten vorher der Gattung Dendrobates an und wurden entsprechend als eigenes Taxon ausgegliedert und dieser sowie der neu geschaffenen Gattung Adelphobates als Schwestertaxon gegenübergestellt. Gemeinsam stellen diese drei Gattungen wiederum das Schwestertaxon von Minyobates, Phyllobates und Ranitomeya innerhalb der Dendrobatinae dar.
Die Gattung enthielt bis zum Jahr 2018 nur 9 gültige Arten, im Jahr 2018 kamen 3 neue Arten hinzu:
Stand: 21. Juni 2021

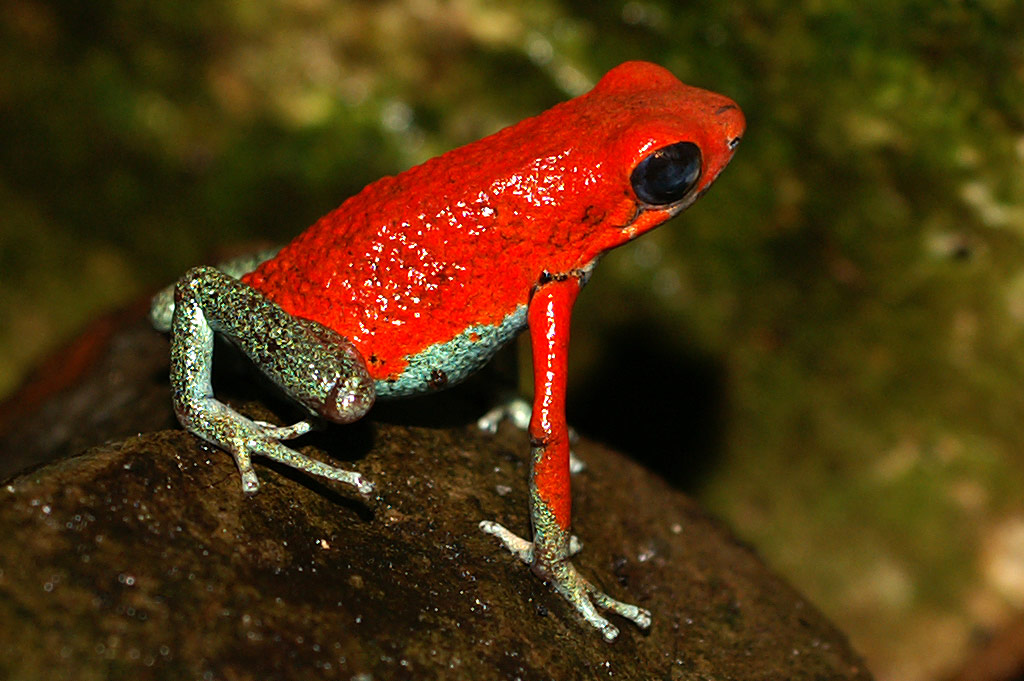
Oophaga granulifera

- Oophaga anchicayensis Posso-Terranova & Andrés, 2018
- Oophaga andresi Posso-Terranova & Andrés, 2018
- Oophaga arborea (Myers, Daly & Martínez, 1984)
- Granulierter Baumsteiger (Oophaga granulifera (Taylor, 1958))
- Harlekin-Baumsteiger (Oophaga histrionica (Berthold, 1845))
- Lehmanns Baumsteiger (Oophaga lehmanni (Myers & Daly, 1976))
- Oophaga occultator (Myers & Daly, 1976)
- Erdbeerfröschchen (Oophaga pumilio (Schmidt, 1857))
- Oophaga solanensis Posso-Terranova & Andrés, 2018
- Oophaga speciosa (Schmidt, 1857)
- Waldbaumsteiger (Oophaga sylvatica (Funkhouser, 1956))
- Oophaga vicentei (Jungfer, Weygoldt & Juraske, 1996)